# Özcan Arkoç
Özcan „Ötschi“ Arkoç (* 2. Oktober 1939 in Hayrabolu, Provinz Tekirdağ; † 17. Februar 2021 in Hamburg; in historischen Berichten und Chroniken auch Arkoc Özcan geschrieben) war ein türkischer Fußballtorwart und -trainer.
Er gewann mit Fenerbahçe Istanbul historische Meisterschaften in der Türkei. Er war der erste und jüngste Stammtorwart, der die Süper-Lig-Meisterschaft gewann. Er wechselte nach Stationen bei Beşiktaş Istanbul und FK Austria Wien 1967 zum deutschen Bundesligisten Hamburger SV (HSV). Während seiner acht Jahre als Fußballtorwart in Hamburg wurde Özcan in drei Spielzeiten der Bundesliga vom Kicker-Sportmagazin als „Topspieler“ des HSV bewertet und wurde historisch Premierenpokalsieger des deutschen Ligapokals. Er zählt zu den Torwartlegenden der HSV-Vereinsgeschichte und des türkischen Fußballs. Durch seine Einsätze ging er mehrmals in die Geschichte der deutschen Bundesliga ein, als erster türkischer Fußballtorwart, erster Auswechselspieler, erster etablierter türkischer Fußballer und erster türkischer Fußballtrainer.

## Leben
Özcan kam 1939 im thrakischen Hayrabolu auf die Welt und wuchs dort auf. Während seiner Jugendzeit begann er mit dem Fußballspielen und besuchte die Mittelschule. Nach seinem Gymnasium-Abschluss erlernte er den Beruf des Schriftsetzers.
Seit 1960 war er mit der türkischen Theater- und Filmschauspielerin Neriman Esen verheiratet. Später war er neben seiner Fußball-Karriere in Hamburg temporär als Korrespondent für die türkische Tageszeitung Milliyet tätig und berichtete über den Fußball in Deutschland für die Türkei. Daraufhin betrieb Özcan in den 1970er-Jahren gemeinsam mit seiner Ehefrau neben der Fußball-Karriere ein Restaurant mit Namen „Bei Özcan“ in der Grenzregion zwischen Hamburg und Schleswig-Holstein, womit er als einer der ersten Hamburger Gastronomen Döner Kebab servierte. Er war ein „sehr gut[er]“ Absolvent der Deutschen Sporthochschule Köln und besaß seit 1980 die deutsche Staatsangehörigkeit. Er lebte in Norderstedt und später eröffnete Özcan einen Kurierdienst in Hamburg und betrieb diesen selbst bis zu seinem 71. Lebensjahr. Özcan verstarb mit 81 Jahren in der Nacht zum Mittwoch, dem 17. Februar 2021.

## Spielerkarriere

### Vereine
Sein Fußballname war „Özcan“, seit dieser Vorname zu Beginn seiner Zeit in Österreich durch ein Missverständnis für den Nachnamen gehalten wurde. Bei den Hamburgern wurde er „Ötschi“ genannt. Sein Spitzname im Fußball in der Türkei lautete „Uçan Manda“ (deutsch fliegender Büffel).

#### Anfänge in der Türkei
Mit 13 Jahren begann er seine Laufbahn als Jugendspieler in Ostthrakien beim Alpullu Şekerspor. 1954 wechselte Özcan in die Nachwuchsmannschaft von Vefa Istanbul. In der Spielzeit 1955/56 gab er als 17-Jähriger sein Profidebüt in der ersten Mannschaft von Vefa in der regionalen Profiliga von Istanbul, somit wurde Özcan damals zum jüngsten Spieler der Istanbuler 1. Profiliga. Des Weiteren wurde Özcan in der gleichen Spielzeit von der türkischen Merkez Hakem Komitesi (deutsch Zentrale des Schiedsrichterausschusses) zu einem der fairsten Fußballer der Liga gewählt.
Danach spielte er vier Jahre beim Fenerbahçe Istanbul von 1958 bis 1962, wo er drei Meisterschaften gewann. In dieser Zeit stieg Özcan zum türkischen A-Nationalfußballtorwart auf. Mit Fenerbahçe gewann er als Stammtorwart in der Spielzeit 1958/59 historisch die letzte regionale Meisterschaft der İstanbul Profesyonel Ligi und blieben über die ganze Ligasaison unbesiegt und erhielten die wenigsten Gegentore. Damit qualifizierte sich Özcan mit Fenerbahçe historisch für die offizielle erste Spielzeit der Millî Lig, heute Süper Lig, die erste professionelle landesweite türkische Meisterschaft. Als Stammtorwart gewann er mit seiner Mannschaft die Premierenmeisterschaft 1959 der Süper Lig gegen den Erzrivalen Galatasaray Istanbul und er meisterte die Spielzeit mit den wenigsten Gegentoren. Damit wurde er mit 19 Jahren der erste und jüngste Stammtorwart, der Süper-Lig-Meisterschaft gewann und diese Rekorde gelten bis dato. Darüber hinaus qualifizierten sich Özcan und Fenerbahçe historisch erstmals für einen UEFA-Vereinswettbewerb.
Im Europapokal der Landesmeister 1959/60 bezwang Özcan mit Fenerbahçe in der Vorrunde den ungarischen Landesmeister Csepel SC und danach erlangten sie einen Hinspiel-Sieg in der nächsten Runde, offizielle UEFA-Bezeichnung 1. Runde, gegen den französischen Landesmeister OGC Nizza und schieden erst im Entscheidungsspiel aus. Damit war Özcan mit seiner Mannschaft historisch die erste türkische Mannschaft im Europapokal der Landesmeister, die erfolgreich die Vorrunde spielerisch und unbesiegt überstanden und sich einen Spielsieg in der offiziellen 1. Runde erspielten. Damals galt die Türkei noch als fußballerisches Entwicklungsland. In den vier Spielzeiten der türkischen Landesmeisterschaft dominierte er erfolgreich mit Fenerbahçe die türkische Liga, mit zwei Meisterschaften (1959, 1960/61) und zwei Vizemeisterschaften (1959/60, 1961/62). Des Weiteren entschied er sich in dieser Zeit seinen Militärdienst abzuleisten, wofür Özcan zwischen 1961 und 1962 temporär zum dritten Fenerbahçe-Torwart degradiert wurde.

#### Beşiktaş und Wechsel nach Mitteleuropa
Gemäß Özcan wechselte er im Juni 1962 für zwei Jahre zum Rivalen Beşiktaş Istanbul, aufgrund finanziellen Unregelmäßigkeit bei der Vertragsverlängerung mit Fenerbahçe. In seiner ersten Spielzeit für den Beşiktaş beendete er die Finalrunde der türkischen Meisterschaft 1962/63 als Vizemeister und mit den wenigsten Gegentoren der Runde. In seiner letzten Spielzeit in der Türkei 1963/64 wurde Özcan mit seiner Mannschaft erneut Vizemeister, diesmal hinter seinem ehemaligen Verein Fenerbahçe und mit den zweitwenigsten Gegentoren der Ligasaison.
1964 wechselte er wegen der besseren fußballerischen Rahmenbedingungen für drei Jahre nach Österreich zum FK Austria Wien (FAK) in die Staats- bzw. Nationalliga. Davor und während dieser Zeit absolvierte Özcan Probetrainings bei verschiedenen deutschen Erstligisten. Beim FK Austria Wien verdrängte Özcan den damaligen Stammtorhüter und österreichischen A-Nationaltorhüter Gernot Fraydl vom Tor-Stammplatz. In seiner letzten Spielzeit 1966/67 für die Wiener bestritt er seine beste Leistung für den FAK. Mit den Wienern erreichte Özcan beim internationalen Fußballturnier Mitrocup das Halbfinale und beendete die österreichische Nationalmeisterschaft mit den wenigsten Gegentoren. Im Juli 1967 verhinderte er über 120 Spielminuten inklusive Verlängerung im österreichischen Pokalfinalrückspiel ein Gegentor zu erhalten und seine Mannschaftskollegen egalisierten mit einem Tor die Hinspiel-Niederlage. Am Ende wurde Özcan mit seiner Mannschaft per Losentscheid zum Pokalsieger 1967 erklärt.

#### Erste Saison beim Hamburger SV
Nach dem österreichischen Pokalfinale 1967 wechselte Özcan für eine Ablösesumme in Höhe von 60.000 DM zum Europapokal-Teilnehmer Hamburger SV (HSV) und wurde so zum ersten türkischen Fußballer der HSV-Fußball-Vereinsgeschichte. Damit war er zugleich der erste türkische Fußballprofi, der in die deutsche Bundesliga transferiert wurde. Nach Aykut Ünyazıcı war Özcan aber der zweite türkische Fußballprofi der deutschen Bundesligageschichte. Dieser Ünyazıcı agierte als fußballerischer Feldspieler und somit war Özcan der erste türkische Fußballprofitorwart der Bundesliga. Von 1967 bis 1974 spielte er dann als etablierter Torwart für den HSV in der deutschen Bundesliga. Aufgrund seiner Trainings- und Testspielleistungen verdrängte Özcan den Stammtorhüter bzw. den verletzten Horst Schnoor auf Anhieb.
Am 1. Spieltag der Saison 1967/68 war Özcan in seinem HSV-Pflichtspieldebüt der erste Auswechselspieler der deutschen Fußball-Bundesliga-Geschichte, wegen einer Fingerverletzung wurde er in der Nordderby-Begegnung nach 20 Minuten ausgewechselt. Das Auswechselkontingent war erst ab jener Saison erstmals zugelassen. Im weiteren Saisonverlauf entwickelte sich Özcan zum Leistungsträger der Mannschaft und wurde vom Kicker-Sportmagazin in der Bundesliga vor seinen Mannschaftskollegen Jürgen Kurbjuhn, Werner Krämer, Willi Schulz, Gert Dörfel und Uwe Seeler zum besten Topspieler des Hamburger Sport-Vereins bewertet und erreichte mit den Hamburgern das Finale des Europapokals der Pokalsieger, sie scheiterten im Finale am AC Mailand. Somit war er einer der ersten türkischen Fußballer bzw. der erste türkische Fußballtorwart der in einem UEFA-Wettbewerb-Endspiel stand.

#### Topspieler des HSV und Spielerkarriereende
In den nächsten drei Spielzeiten von 1968/69 bis 1970/71 entwickelte sich Özcan mit dem HSV zu den Top-6-Mannschaften der Bundesliga. In der Spielzeit 1968/69 gehörte Özcan in der Bundesliga zu den Topspielern seiner Mannschaft an und zu den fünftbesten Torhütern der Bundesliga-Spielzeit, indem er in der Kategorie „Die weiße Weste“ in 31 Ligaspieleinsätzen neunmal ohne Gegentor verblieb. In den aufeinander folgenden Spielzeiten 1970/71 und 1971/72 wurde Özcan vom Kicker-Sportmagazin zweimal erneut zum besten HSV-Topspieler der Bundesliga bewertet, des Weiteren gehörte er gemäß Kicker-Bewertung in den jeweiligen Spielzeiten zu den 20 bzw. 30 Topspielern der Bundesliga an.
Er war bis 1973 der Stammtorhüter des Vereins und wurde in der Spielzeit 1973/74 von seinem jüngeren Torwartkollegen Rudi Kargus abgelöst, wegen einer erlittenen Achillessehnen-Verletzung. Özcan wurde später vom HSV-Generalmanager Peter Krohn belohnt, weil er mit seinem Nachfolger Kargus unter seiner Ägide gemeinsam trainiert und ihn an die Mannschaft herangeführt und gefördert hatte. Später stieg Kargus temporär zwischen 1975 und 1977 zum deutschen A-Nationaltorhüter auf. 1975 beendete Özcan mit 35 Jahren seine aktive Fußballspielerkarriere. Beim Hamburger SV absolvierte er in acht Jahren insgesamt 207 Pflichtspiele, bestehend aus 159 Bundesliga-, 14 DFB-Pokal-, sechs Ligapokal- und 28 Europapokalspielen. Davon verblieb Özcan in 48 Pflichtspielen ohne Gegentor. Des Weiteren ist er bis dato türkischer Rekordspieler der HSV-Fußball-Vereinsgeschichte.

### Auswahlmannschaften
Özcan war zwischen 1956 und 1965 insgesamt 28-facher türkischer Fußball-Nationalspieler der Türkischen Fußball Föderation (TFF) für verschiedene Auswahlmannschaften. In diesem Zeitraum absolvierte er auch seine neun A-Länderspiele, wo Özcan in fünf A-Länderspielen ohne Gegentor verblieb. Sein Debüt in der türkischen A-Nationalmannschaft gab er nach seinem 19. Geburtstag am 26. Oktober 1958 beim 1:1-Unentschieden gegen Belgien. Des Weiteren führte Özcan die türkische A-Nationalmannschaft 1962 einmal als Mannschaftskapitän an. Er nahm unter anderem auch an der türkischen Militär-Fußballauswahl der türkischen Streitkräfte teil und gewann mit dieser Auswahl in Ankara die Fußball-Militärweltmeisterschaft 1961.

## Trainer- und Beraterkarriere
Nach Ende seiner Spielerkarriere trainierte er von 1975 bis 1977 als Cheftrainer die zweite Mannschaft des Hamburger SV und wirkte zusätzlich als Assistenztrainer bzw. Torwarttrainer bei den Profis unter den HSV-Cheftrainern Kuno Klötzer sowie Rudi Gutendorf. Gemäß dem Nachrichtenmagazin Der Spiegel führte Özcan die Zweitmannschaft in der Hamburger Amateur-Spielklasse zu den besten Mannschaften.
Bei einem „Misstrauensantrag“ der HSV-Fußballspieler gegenüber Cheftrainer Gutendorf stimmten sie mit 15:3 Stimmen gegen dessen Verbleib, der wurde daraufhin entlassen. Somit löste Özcan als Assistenztrainer ab dem 28. Oktober 1977 den zu Saisonbeginn angeheuerten Gutendorf als Interimslösung ab. Damit wurde Özcan der erste Spieler in der HSV-Bundesliga-Vereinsgeschichte, der später auch als Trainer tätig wurde, und er war auch der erste türkische Cheftrainer in der deutschen Bundesligageschichte. Er erreichte in seiner ersten Profi-Saison den 10. Bundesliga-Rang mit acht Siegen in 22 Ligaspieleinsätzen. Zur Folgesaison wurde er durch Branko Zebec ersetzt.

### Temporäres TFF-Engagement
Im Oktober 1978 wurde mit Güngör Sayarı ein neuer Verbandspräsident der Türkischen Fußball Föderation (TFF) gewählt. Dieser einigte sich im gleichen Monat mit Özcan, dass er auf ehrenamtlicher Basis als technischer Berater für die TFF tätig werden solle. Dies stieß beim türkischen A-Nationaltrainer Metin Türel auf Ablehnung. Türel wollte die A-Nationalmannschaft weiterhin alleine betreuen. Daraufhin wurde der Vertrag von Türel einvernehmlich aufgelöst. Ein Projekt von Özcan beinhaltete für die türkische A-Nationalmannschaft, verletzte bzw. formschwache namhafte A-Nationalspieler durch jüngere Talentspieler auszutauschen und zu fördern, um die A-Mannschaft zu verjüngen. Dabei sollten die türkischen Fußballvereine der TFF kooperativ behilflich sein. Türel, Vereinstrainer und Presse in der Türkei standen Özcan missgünstig gegenüber; er galt als fremdlicher „Türke(n) aus Deutschland“. Daraufhin nahm Özcan wegen des nicht entgegengebrachten Rückhalts später Abstand von einer Tätigkeit bei der TFF.

### Weitere Trainertätigkeiten
Bei seinen weiteren Trainerstationen übernahm Özcan im Januar 1979 den kriselnden Herbstmeister Wormatia Worms der Staffel Süd der 2. Fußball-Bundesliga 1978/79 und ersetzte Eckhard Krautzun, der zurückgetreten war, nachdem nach „finanziellen Unregelmäßigkeiten“ mehrere Leistungsträger abgegeben worden waren. Nachdem er öffentlich über die Sparmaßnahmen zu den Auswärtsspielen ohne Übernachtungen monierte wurde ihm nahegelegt die Zusammenarbeit zu beenden. Özcan kündigte im April 1979 seinen Vertrag und bis dahin führte er die Wormser in elf Ligaspielen; zu drei Siegen und einem Remis in fünf Heimspielen und in sechs Auswärtsspielen jeweils zu einem Sieg und Remis. Nach der Kündigung verhandelte Özcan im gleichen Monat mit dem FC St. Pauli, zu einem Vertragsabschluss kam es nicht. Zur Saison 1979/80 wurde Özcan Cheftrainer des Zweitligisten Holstein Kiel, dieses Engagement dauerte bis zum November 1979. Er war dann wieder beim Hamburger SV tätig, arbeitete dort im Nachwuchsbereich.
In der Türkei konnte er keine Erfolge als Cheftrainer erzielen. Zu Beginn der Spielzeit 1983/84 übernahm er den Liganeunten der vergangenen Saison und türkischen Erstligisten Kocaelispor. Nach 28 Ligaspieltagen von möglichen 34 wurde die Zusammenarbeit im April 1984 vorzeitig beendet, nachdem bis dahin nur acht Siege und neun Unentschieden erfolgten. Von 1985 bis März 1987 folgte noch ein Engagement beim Fünftligisten TSV Hohenhorst in Hamburg-Rahlstedt.

## Erfolge
- als Spieler
  - Fenerbahçe Istanbul
    - Istanbul-Profi-Meisterschaft: 1958/59[26]
    - Türkischer Meister: 1959, 1960/61[26][20]
    - Cemal-Gürsel-Pokalsieger: 1960[26]

  - Türkische Militär-Fußballauswahl
    - Fußballerischer Militärweltmeister (CSIM): 1961[34]

  - Austria Wien
    - Österreichischer Pokalsieger: 1967[20]

  - Hamburger SV
    - Europapokal der Pokalsieger: Finalist 1968
    - Intertoto-Cupsieger: 1970; 1974 (ohne Einsatz)[66]
    - DFB-Ligapokalsieger: 1972/73

- als Co-Trainer
  - Hamburger SV
    - Deutsche Bundesliga: Vizemeister 1976[7][67]
    - DFB-Pokal: Sieger 1976[20]
    - Europapokal der Pokalsieger: Sieger 1977[68]

### Berufungen
- 6 × Berufungen in die Bundesliga-Elf des Spieltages (Kicker-Sportmagazin)
  - 14., 21., 25., 30. Spieltag der Saison 1967/68[69]
  - 07. Spieltag der Saison 1968/69[70]
  - 12. Spieltag der Saison 1971/72[71]

- Berufungen in die Rangliste des deutschen Fußballs in der Kategorie „Ausländer“ 1 der 1970er (Kicker-Sportmagazin)
  - Rang 2 im Sommer 1971[72]
  - Rang 5 im Winter 1971/72[73]

## Trivia
In der Türkei wurde er bei der türkischen Tageszeitung Milliyet Dritter bei der Wahl zum „Yılın En İyi Sporcusu“ (deutsch besten Sportler des Jahres). In 159 Bundesligaeinsätzen erhielt Özcan von der Sportfachzeitschrift Kicker für seine fußballerischen Torwart-Leistungen in elf Ligaspielen die Bestnote „1,0“. Özcan gehört zu den Ehrenmitgliedern des Hamburger Sport-Vereins und erhielt von diesem Verein für seine sportlichen Leistungen auch die „Goldene Ehrennadel“.

### Gedenken
Im September 2014 wurde Özcan in den „Walk of Fame“ vor dem Volksparkstadion aufgenommen. Dort werden legendäre Persönlichkeiten vom Hamburger SV mit einer Gedenkplatte verewigt. Nach Bekannt werden seines Todes beschloss die Türkische Fußball-Föderation (TFF) bzw. Betreiber der Süper Lig am selben Tag vor jedem Fußballspiel vom 18. bis zum 22. Februar 2021 eine Gedenkminute für ihn einzulegen. Nachdem im weiteren Verlauf des Jahres gemäß dem HSV weitere „besondere Persönlichkeiten“ des Vereins verstarben traten die Profifußballspieler des Hamburger Sport-Vereins am Ostersonntag 2021 im Ligaspiel zur Ehrung von Özcan und der anderen Verstorbenen mit „Trauerflor“ auf.